# Rungia diversibracteata
Rungia diversibracteata är en akantusväxtart som beskrevs av Imlay. Rungia diversibracteata ingår i släktet Rungia och familjen akantusväxter. Inga underarter finns listade i Catalogue of Life.